# Aphantorhaphopsis samarensis
Aphantorhaphopsis samarensis är en tvåvingeart som först beskrevs av Villeneuve 1921.  Aphantorhaphopsis samarensis ingår i släktet Aphantorhaphopsis, och familjen parasitflugor. Arten är reproducerande i Sverige.